# Nhà máy Likavský
Nhà máy Likavský (tiếng Slovakia: Likavský mlyn) là một nhà máy tọa lạc ở làng Likavka, vùng Žilina, Slovakia.

## Lịch sử
Nhà máy Likavský được nhắc đến lần đầu tiên trong một văn bản có niên đại vào năm 1573. Ngày thành lập nhà máy chính xác chỉ có thể được tìm thấy từ các biên bản được viết bằng tiếng Hungary và tiếng Đức trong khoảng thời gian 1516 - 1848, được lưu trữ trong kho lưu trữ khu vực ở thị trấn Bytča.
Nhà máy phục vụ cho điền trang Likavy, bao gồm trang viên Thánh Sophia và lâu đài Likava. Nhiệm vụ của công nhân nhà máy là cho lợn ăn và thực hiện công việc xay xát xung quanh nhà máy. Người dân Likavka có nghĩa vụ vận chuyển mạch nha đến nhà máy để xay và sau đó đưa mạch nha đã xay trở lại trang viên. Nhiệm vụ của họ cũng bao gồm nhập và vận chuyển ngũ cốc từ nhà máy đến lâu đài Likava. Ngoài ra, muối được vận chuyển từ lâu đài đến nhà máy để nghiền, muối sau khi nghiền lại được vận chuyển về lâu đài.
Hiện tại, nhà máy là tài sản tư nhân. Chủ sở hữu của nhà máy đang cố gắng ghi danh tòa nhà này vào danh sách các di tích văn hóa của Slovakia.